# Province de Condorcanqui
La province de Condorcanqui (en espagnol : Provincia de Condorcanqui) est l'une des sept provinces de la région d'Amazonas, au Nord du Pérou. Son chef-lieu est la ville de Santa María de Nieva.

## Géographie
La province couvre une superficie de 17 865,39 km2. Elle est limitée au nord par l'Équateur, à l'est par la région de Loreto, au sud par les provinces de Bongara et d'Utcubamba, et au sud-ouest par la province de Bagua.

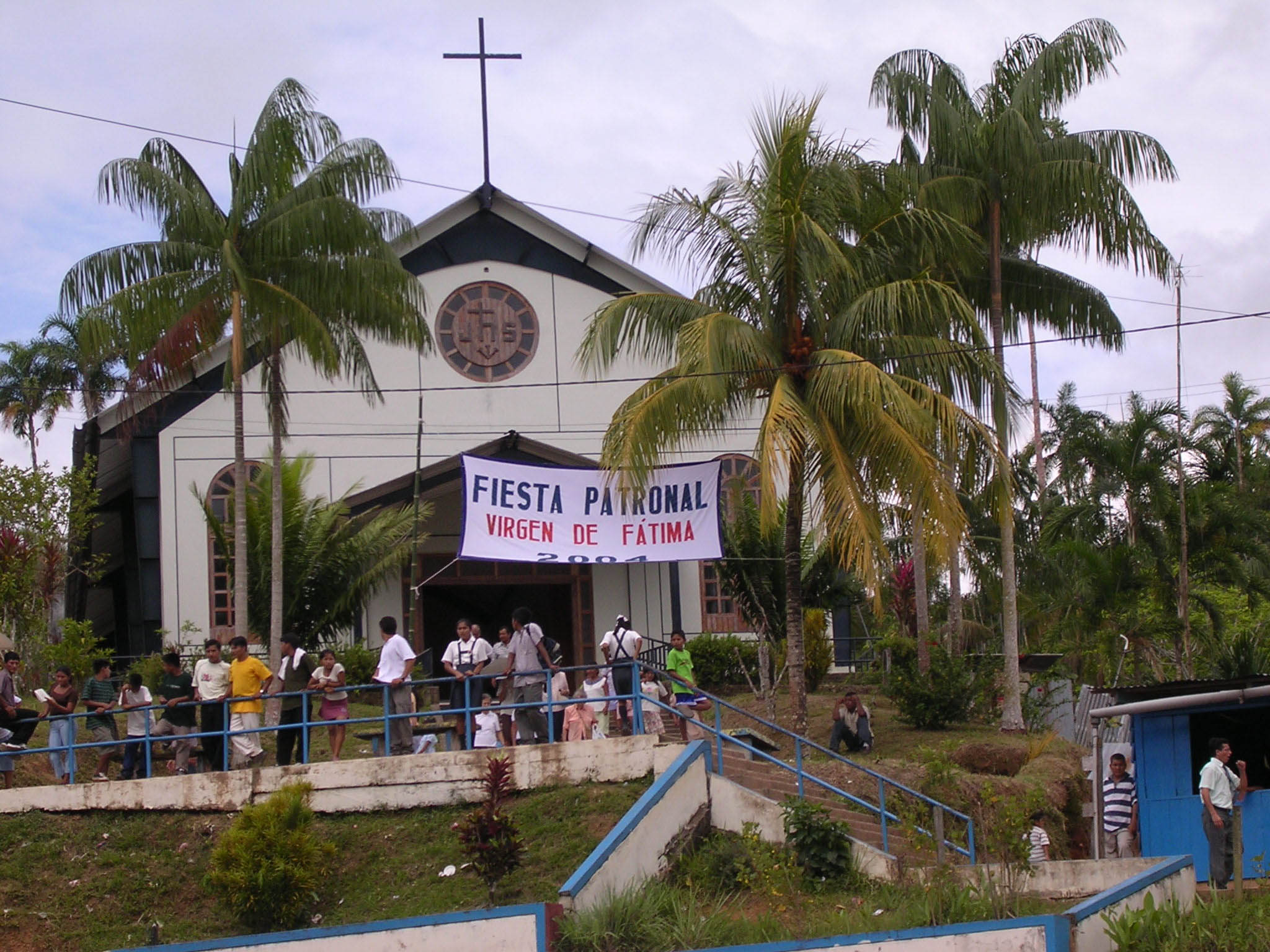
Paroisse de Fátima, à Sta. Maria de Nieva (Amazonie)

## Histoire
La province fut créée par la loi n° 23832 du 18 mai 1984, à partir de territoires de la province de Bagua, correspondant aux bassins des rivières Santiago, Cenepa et Marañon.

## Population
La population de la province s'élevait à 46 925 habitants en 2005.

## Subdivisions
La province est divisée en trois districts :
- El Cenepa
- Nieva
- Río Santiago